# Heading Home
Pour l’article homonyme, voir Heading Home (film, 1920).

Heading Home est un téléfilm écrit et réalisé par David Hare en 1991.

## Synopsis
L'histoire d'une femme tiraillée entre deux hommes dans le Londres d'après-guerre.

## Fiche technique
genre : drame

## Distribution
- Gary Oldman : Ian Tyson
- Joely Richardson : Janetta Wheatland
- Stephen Dillane : Leonard Meopham
- Stella Gonet : Beryl James
- Michael Bryant : Derek Green
- Eugene Lipinski : Juliusz Janowski
- John Moffatt : Mr. Evernden
- John Moffatt : Mr. Ashcroft